# Важкі мінерали
Мінерали важкі, мінерали важкої фракції — мінерали з густиною понад 2,9 г/см³. Найчастіше це щільні компоненти силікокластичних осадових порід.
Відносний відсотковий вміст важких мінералів у породі використовується для визначення походження та історії осадових порід.
Оскільки важкі мінерали є незначною складовою більшості осадових порід, їх необхідно відокремлювати для вивчення. Для розділення важких мінералів зазвичай використовують густу рідину в сепараційній лійці або центрифузі. Використовувані рідини включають бромоформ, тетраброметан, триброметан, йодистий метилен і полівольфрамові рідини.